# Jamyang Choegyal Kasho
Jamyang Choegyal Kasho (tibétain : འཇམ་དབྱངས་ཆོས་རྒྱལ་ཀ་ཤོད, Wylie : 'jam dbyangs chos rgyal ka shod, 1938, Lhassa-24 mars 2020, Londres) est un écrivain tibétain.

## Biographie
Jamyang Choegyal Kasho est né dans l'aristocratie tibétaine. Son père, Kashopa Chogyal Nyima, a été le premier ministre du Tibet. Sa mère lui inculqua l'importance de l'éducation. Dans les années 1940, il rejoint le Collège Saint-Joseph, une école jésuite de Darjeeling en Inde. En 1953, après l'arrivée des chinois au Tibet, il est contraint d'être transféré dans les écoles chinoises, à Lhassa, puis à Pékin où il reste environ 15 ans.
En 1968, il retourne au Tibet alors dévasté, à la veille de la Révolution culturelle, où aristocrate « réformé », il subit la rééducation à laquelle il survécut.
Avec l'ouverture politique de Deng Xiaoping, il est rapidement impliqué dans des projets de développement touristique. On l'autorise même à participer à des activités internationales. Cependant, attaché au 14e dalaï-lama et à ses compatriotes tibétains, il utilise sa position dans le tourisme pour aider des Tibétains à s'exiler au Népal et en Inde.
En 1991, lors du voyage d'une délégation chinoise à Londres, un ami chinois l'informe que ses activités ont été découvertes, ce qui le conduit à s'échapper en Angleterre en tant que réfugié. Il devint un collaborateur du Tibet Information Network et plus tard de TibetInfoNet. Sa compréhension du système chinois en ont fait une ressource clé pendant plus de 20 ans.
La défection de Jamyang Choegyal Kasho, directeur du Tibet Hotel à Lhassa, fut citée dans un discours interne par Chen Kuiyuan en 1997.

## Santé
Atteint d'un cancer du foie à un âge avancé, son traitement a compris une transplantation, mais, le cancer est réapparu. 
Il a contracté le SARS-CoV-2 en mars 2020 et a été hospitalisé au King's College de Londres où il est mort.

## Publication
- (en) In the service of the 13th and 14th Dalai Lama: Choegyal Nyima Lhundrup Kashopa - Untold stories of Tibet,  préface par Tsering Shakya et note sur le contexte historique par Robert Barnett, Tibethaus Verlag, 2015,  (ISBN 3957020085 et 9783957020086)